# Anton Karel Beudt
Anton Karel Beudt (Groningen, 5 februari 1885 – Hengelo, 5 april 1934) was een Nederlands architect. Hij ontwierp vooral gebouwen in Hengelo en in Twente en verwierf bekendheid door zijn ontwerpen voor Tuindorp 't Lansink in Hengelo.

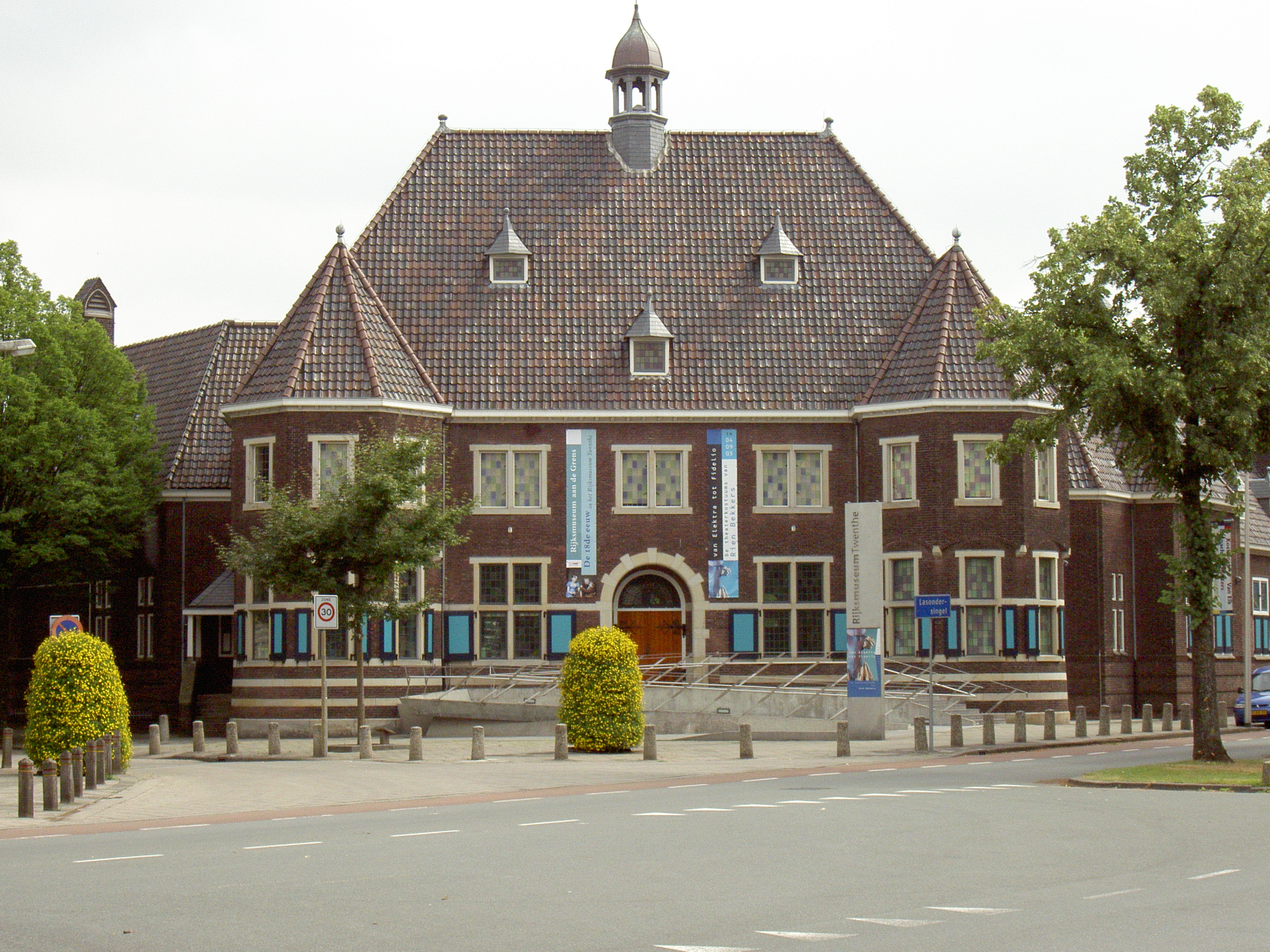
Rijksmuseum Twenthe in Enschede

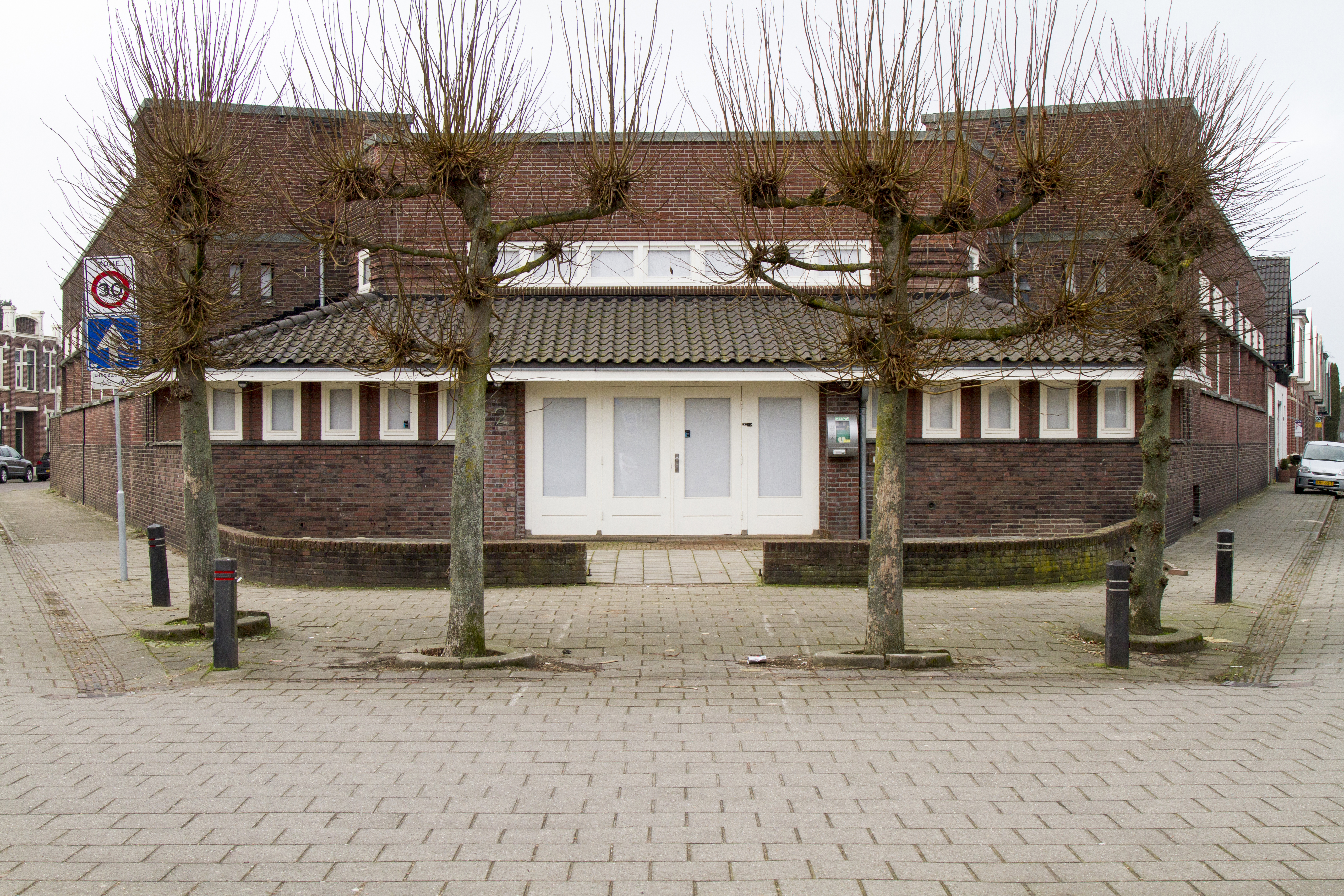
Vondelstraat 2 Hengelo

portret van architect Karel Beudt

## Levensloop
Anton Karel Beudt is geboren op 5 februari 1885 te Groningen. Hij komt in 1908 vanuit Amsterdam naar Hengelo, waarschijnlijk is hij dan al in dienst van het architectenbureau dat Karel Muller samen met zijn broer Hendrik Clement en studiegenoot Jonas Ingenohl heeft opgericht.
Hij gaat eerst in de kost bij H. Schrijver, oprichter van van Heeks schildersbedrijf aan de Bothastraat. Hij trouwt kort daarna op 15 oktober 1908 met Aaltje Schamhart uit Amsterdam en gaat aan de Paul Krugerstraat wonen. Later huurt hij een woning in ‘t Tuindorp aan de CT Storkstraat 10.
Qua bouwkunst neigt Beudt naar de Klassieke bouwkunst en de Hollandse renaissance stijl. Hoewel Karel Joan Muller algemeen wordt beschouwd als de schepper van ’t Tuindorp te Hengelo, heeft Anton Karel Beudt daar een belangrijke rol gespeeld. Niet voor niets werd hij bekend als ‘Beudt van ‘t Tuindorp’.
Hij is vanaf het begin in 1911 betrokken geweest bij het ontwerp en de bouw van het Tuindorp, waar hij verantwoordelijk is voor de bouw van 160 woningen rond de Marten Meesstraat en de bebouwing rond de vijver.
Naast ‘t Tuindorp ontwerpt hij het huis van Ir. Keus aan de Grundellaan en de eerste openbare bibliotheek in Hengelo aan de Vondelstraat in Hengelo. Deze bibliotheek werd op zaterdag 31 mei 1930 geopend.
Samen met Muller is hij ook verantwoordelijk voor de bouw van de Twentsche Bank en het Rijksmuseum te Enschede. Anton Karel de Beudt is begraven op de Begraaf en Gedenkplaats Oldenzaalsestraat te Hengelo.

## Werken (selectie)
- Tuindorp 't Lansink, Hengelo, 1910-1924
- Tuindorpbad, Hengelo, 1923
- villa De Kap, Grundellaan 26, Hengelo, ca. 1925
- vila 't Annink, Drienerparkweg 3, Hengelo, ca. 1926
- Een bankgebouw van de Twentsche Bank, Hengelo, 1927-1928
- Rijksmuseum Twenthe, Enschede, 1929
- Bibliotheek aan de Vondelstraat 2, Hengelo, 1930.
- Bethlehemkerk aan de Oelerweg, Hengelo, 1934
- dubbel woonhuis Tuindorpstraat 48 en 50 Hengelo 1923
- dubbel woonhuis Deldenerstraat 115 en 117 Hengelo 1924
- dubbel woonhuis Deldenerstraat 236 en 238 Hengelo  1923
- acht woningen (2 x 4 onder één kap) Prof. Lorentzstraat 5-19 Hengelo ca. 1932
- woonhuis Bunderstraat 32 Meerssen 1919
- landhuis 'De Heide', Hoge Boekelerweg 266, Enschede 1895
- villa Boekelosestraat 395 in Boekelo 1929
- villa Boekelosestraat 397 in Boekelo 1927

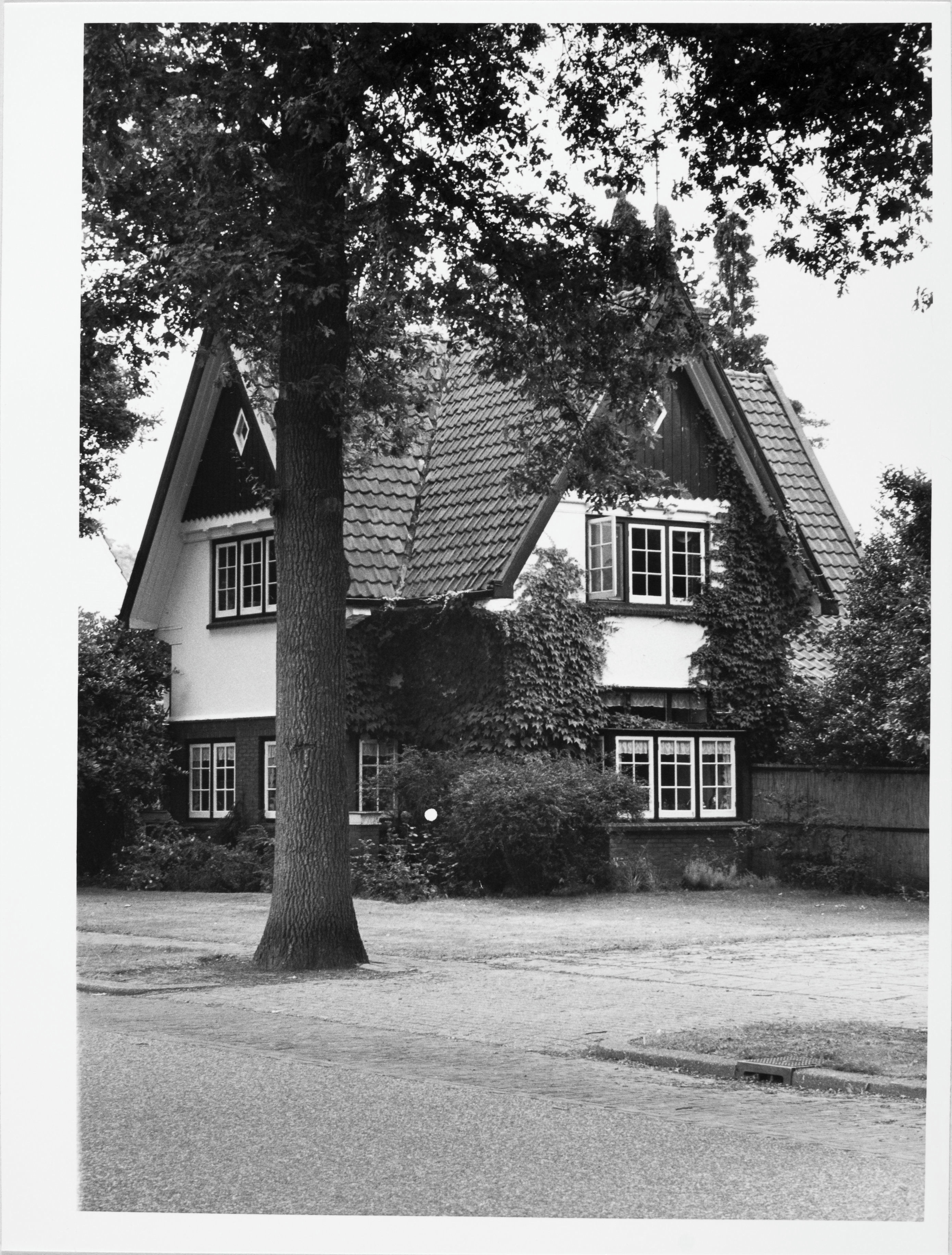
Boekelosestraat 397 in Boekelo